# Solfuro di calcio
Il solfuro di calcio è un composto chimico binario del calcio con lo zolfo, ma costituisce anche il sale di calcio dell'acido solfidrico, avente formula chimica CaS.
È stato studiato per il riciclo del gesso, un prodotto del processo di desolforazione dei gas di scarico industriali. Come per altri sali che contengono ioni solfuro, il solfuro di calcio emette un odore tipico di H2S, a causa delle piccole quantità di sale che si idrolizzano a contatto con l'umidità dell'aria.
Dal punto di vista cristallografico, i cristalli di solfuro di calcio hanno una struttura simile al cloruro di sodio, indicando che il legame in questo composto ha delle caratteristiche spiccatamente ioniche. Il carattere ionico di questo composto è inoltre evidenziato dalla sua elevata temperatura di fusione. Nel cristallo, ogni ione S2- è circondato da un ottaedro formato da sei ioni Ca2+.

## Produzione
Il solfuro di calcio viene prodotto dalla riduzione del solfato di calcio, con formazione di anidride carbonica.
CaSO4  +  2 C  →  CaS  +  2 CO2

## Reattività
Il solfuro di calcio si decompone a contatto con l'acqua, originando una miscela di Ca(SH)2, Ca(OH)2 e Ca(SH)(OH), secondo le reazioni:
CaS  +  H2O  →  Ca(SH)(OH)
Ca(SH)(OH)  +  H2O  →  Ca(OH)2  +  H2S

## Il solfuro di calcio in natura
Il solfuro di calcio è presente nell'Oldhamite ed è presente inoltre in basse percentuali nelle meteoriti.